# Smržov (kraj południowoczeski)
Smržov – wieś i gmina w Czechach, w powiecie Jindřichův Hradec, w kraju południowoczeski.
1 stycznia 2017 gminę zamieszkiwało 118 osób, a ich średni wiek wynosił 40,9 roku.